# Ірод Аттичний
Ірод Аттичний, також Герод Аттік (грец. Ἡρώδης ὁ Ἀττικός, або Луцій Вібуллій Гіппарх Тиберій Клавдій Аттік Герод, лат. Lucius Vibullius Hipparchus Tiberius Claudius Atticus Herodes Marathonios, 101–177) — консул 143 року, давньогрецький ритор, архонт Афін. Відомий як захисник Другої софістики Філострата. Виступав за повернення до класичної грецької культури.

## Життєпис
Народився у легендарному місті Марафон в області Аттика.
Імператор Адріан призначив його префектом однієї з римських провінцій Азії в 125 р. Повернувшись до Афін, Ірод став відомим вчителем і його навіть обрано архонтом.
140 р. на запрошення імператора Антонія Пія на кілька років переїхав до Риму, де навчав Марка Аврелія та Луція Вера.
У 143 році його призначено консулом разом з Гаєм Белліцієм Торкватом.

## Родина
Дружиною Ірода була Аспасія Анна Регілла. Її пам'яті Ірод присвятив побудований в Афінах театр, нині відомий як Одеон Ірода Аттичного. Також за його сприяння 140 р. було значно розширено та оновлено стадіон Панатінаїкос. На знак визнання заслуг Ірода в Афінах названо його ім'ям вулицю, існують у місті також вулиця та площа, названі на честь його дружини Регілли.

### Діти
- Ельпініка
- Афінаїда
- Ірод Регілл